# Пленарне засідання
Плена́рне засі́дання, пленарна сесія (англ. plenary session) — засідання (період роботи) організації (громади, товариства, асамблеї або парламенту), що відбувається за участі усіх членів організації, незалежно від угруповань.
На наукових конференціях, конгресах і симпозіумах пленарне засідання відкриває і завершує роботу секцій; в пленарному засіданні виступають найбільш значущі особи, включаючи запрошених гостей, відбувається звіт керівників секцій, прийняття спільних рішень (резолюцій).
Пле́нум (лат. plenum — повний) — колегіальний керівний або контрольний орган, який є загальними зборами всіх або виборних авторитетних представників установи, організації (наприклад, суддів, академіків, керівників партії, громадської організації, професійної чи творчої спілки, тощо).